# Goosnargh
Goosnargh is een civil parish in het bestuurlijke gebied Preston, in het Engelse graafschap Lancashire met 1316 inwoners.
In het dorp bevindt zich Chingle Hall, een dertiende-eeuws landhuis. Gebouwd vanuit een havezate, die bekendstond als Singleton Hall.